# ريناتو نيتو
ريناتو نيتو (بالبرتغالية: Renato Neto‏) (27 سبتمبر 1991 في البرازيل - ) هو لاعب كرة قدم برازيلي في مركز الوسط. لعب مع سبورتينغ لشبونة وسيركل بروج ونادي غينت ونادي فيديوتون.

## وصلات خارجية
- ريناتو نيتو على موقع قاعدة بيانات كرة القدم.إي يو (الإنجليزية)
- ريناتو نيتو على موقع Soccerway.com (الإنجليزية)
- ريناتو نيتو على موقع عالم كرة القدم.نت (الإنجليزية)
- ريناتو نيتو على موقع AS.com (الإسبانية)